# Cabezón de Cameros
Cabezón de Cameros település Spanyolországban, La Rioja autonóm közösségben. Cabezón de Cameros Ajamil községgel határos. Lakosainak száma 22 fő (2024).

## Népesség
A település népessége az elmúlt években az alábbi módon változott:
| Lakosok száma | 24   | 25   | 23   | 22   | 20   | 18   | 16   | 18   | 19   | 22   |
|               | 2001 | 2004 | 2007 | 2009 | 2012 | 2014 | 2017 | 2019 | 2022 | 2024 |